# Floretină
Floretina este o dihidrocalconă derivată de floroglucinol. Se regăsește natural în frunzele de măr și în specia Prunus mandshurica. Glucozida sa este florizina și se poate obține din aceasta prin hidroliză enzimatică la nivel intestinal. Floretina poate fi hidrolizată la acid floretic și floroglucinol.